# Ludmiła Jeriomina
Ludmiła Jeriomina, Людмила Ерёмина (ur. 8 sierpnia 1991) – rosyjska lekkoatletka, tyczkarka.

## Osiągnięcia
| Rok  | Impreza                               | Miejsce | Lokata      | Wynik |
| ---- | ------------------------------------- | ------- | ----------- | ----- |
| 2007 | Olimpijski Festiwal Młodzieży Europy  | Belgrad | 1. miejsce  | 3,95  |
| 2007 | Mistrzostwa świata juniorów młodszych | Ostrawa | 11. miejsce | 3,80  |
| 2013 | Młodzieżowe mistrzostwa Europy        | Tampere | 6. miejsce  | 4,25  |

Halowa wicemistrzyni kraju (2014). Brązowa medalistka halowych mistrzostw Rosji (2012 i 2013). Reprezentantka kraju w meczach międzypaństwowych juniorek młodszych.

## Rekordy życiowe
- Skok o tyczce (hala) – 4,56 (2014)